# Dreifaltigkeitssäule (Perchtoldsdorf)

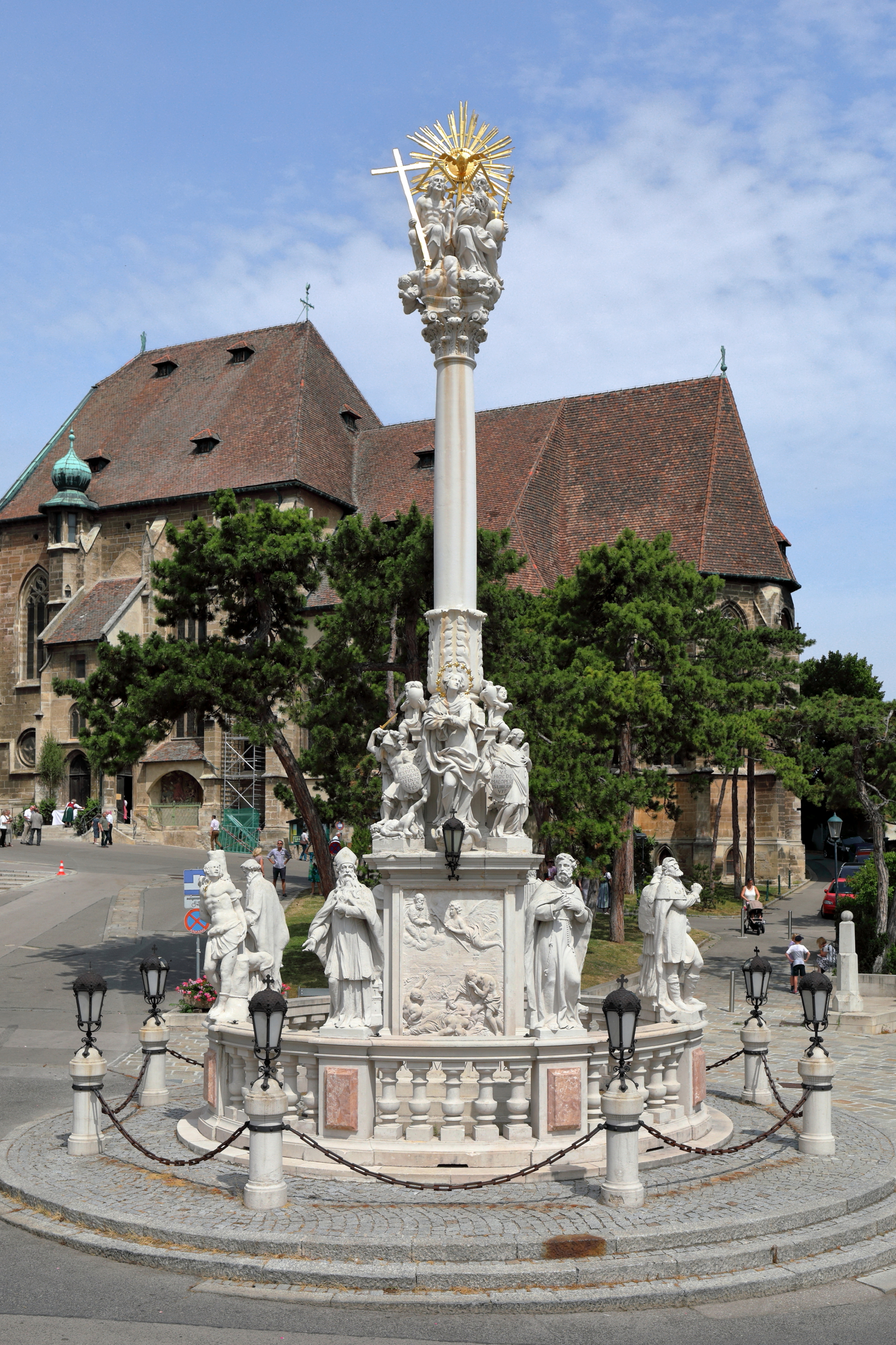
Pest-/Dreifaltigkeitssäule in Perchtoldsdorf

Die Dreifaltigkeitssäule  (auch: Pestsäule) von Perchtoldsdorf in Niederösterreich befindet sich auf dem Marktplatz, wurde im 18. Jahrhundert errichtet und steht unter Denkmalschutz. Mit der Errichtung der Votivsäule sollte Gott-Vater gütig gestimmt und ihm zugleich für seine Milde gedankt werden.

## Geschichte
Bereits um 1706 wurde durch Pfarrer Maximilian Aunosky die Errichtung einer Pestsäule angeregt. Nach dem Tod des Pfarrers wurde das Projekt jedoch nicht weiter verfolgt. 1712/13 suchte die Pest – siehe auch Große Pest von 1708 bis 1714 – den Osten Österreichs wiederum heim, dabei wurde Perchtoldsdorf im Gegensatz zu anderen Orten der Umgebung nur wenig geschädigt und daraufhin realisierte sein Nachfolger, Johann Daniel Bock, aus Dankbarkeit mittels Spenden der Perchtoldsdorfer und vieler Wiener das Vorhaben. Am 3. November 1713 erfolgte die Grundsteinlegung der Dreifaltigkeitssäule und im Juni 1714 die Benediktion.
Ende des 19. Jahrhunderts fand eine umfangreiche Restaurierung statt und dabei erfolgte auch ein Umbau in der Annahme, dass es eine Rekonstruktion des vermuteten ursprünglichen Charakters war. So wurde unter anderem die Balustrade mittels aufgefundenen Balustern vergrößert und die Steinfiguren, die den hl. Augustinus und den hl. Antonius darstellen, hinzugefügt. Weiters wurde der Schaft, die Liegefigur der hl. Rosalia sowie die vier schilderhaltende Engel und die Figur des hl. Leonhard gänzlich erneuert. Die Neusegnung erfolgt am 3. Juni 1888 und die Kosten von 7.000 Gulden trug zur Gänze der Anatom und Wahl-Perchtoldsdorfer Joseph Hyrtl.
Bei der Sanierung 1987/78 wurden die vier am meisten gefährdeten Heiligenskulpturen (Sebastian, Johannes Nepomuk, Karl Borromäus und Franz Xaver) aus Sandstein durch Kunststein-Kopien ersetzt und die Originale in der ehemaligen Kapelle im Wehrturm aufgestellt, so dass sie vor Witterungseinflüssen geschützt sind. Ab Herbst 2007 fand eine weitere umfangreiche Restaurierung statt, die fast 400.000,- Euro kostete und mit einem Festgottesdienst und einer feierlichen Segnung am 31. August 2008 abgeschlossen wurde.

## Beschreibung

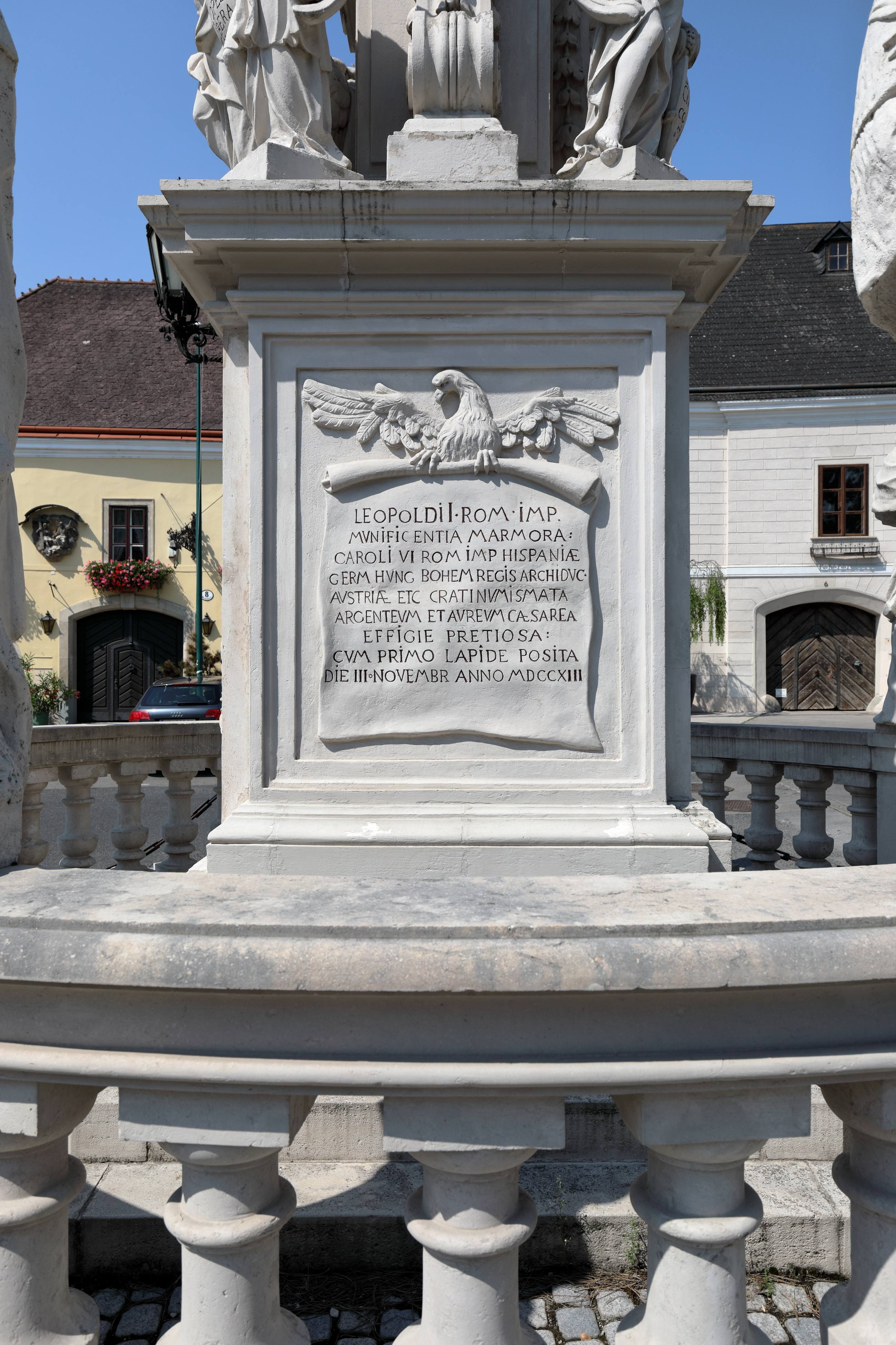
Inschrifttafel ostseitig am Postament

Die fast 12 Meter hohe barocke Säule wurde an der Stelle des Prangers errichtet und ist nach Süden ausgerichtet. Der Aufbau des Denkmals lässt sich in drei Zonen darstellen. Die oberste Zone, die des Himmels wird durch die Darstellung der Dreifaltigkeit, also der Trinität mit Gott Vater, Sohn Gottes und dem Heiligen Geist dargestellt. Diese Figurengruppe wird durch eine hohe Säule mit Kompositenkapitell getragen. Am Fuß der Säule bzw. im oberen Bereich des Stufenpostaments, also in der mittleren Zone und sozusagen an der Schnittstelle zwischen Himmel und Erde, befinden sich eine Maria-Immaculata-Statue zwischen Voluten und die von vier „Erzengel“ mit Schildern (Michael, Gabriel, Raffael und Uriel) flankiert wird. Die dritte Zone – die weltliche – ist sozusagen die achteckige Steinbalustrade, wo auf den Balustern die Statuen der heiligen Augustinus, Sebastian, Leonhard, Karl Borromäus, Franz Xaver, Johann Nepomuk, Rochus und Antonius thronen (von Süden ausgehend und im Uhrzeigersinn). Weiters gibt es noch nordseitig auf der Balustrade eine Steinfigur, die eine liegende Rosalia, Patronin gegen die Pest, darstellt. Vor der Steinbrüstung befindet sich eine Absperrung mit acht Pfeilern, die mit einer massiven Eisenkette untereinander verbunden sind und die jeweils mit einer kunstvollen schmiedeeisernen Laternen aus dem 19. Jahrhundert geschmückt sind. An drei Seiten des Postaments sind Inschriften angebracht, unter anderem eine die den Dank der Wiener zum Ausdruck bringt, die in Pestzeiten in Perchtoldsdorf Zuflucht suchten. Südseitig am Postament befindet sich ein Sockelrelief, das die Pest in Wien darstellt und das wohl ursprünglich für die Wiener Pestsäule vorgesehen war.